# Erozja
Erozja – proces niszczenia powierzchni terenu przez wodę, wiatr, słońce, siłę grawitacji i działalność organizmów.

## Efekty działania erozji
- zmiana rzeźby terenu (na przykład ujawnienie monolitu), a czasami także zmiana struktury podłoża,
- w przypadku erozji skał, efektem jest rozpoczęcie procesów glebotwórczych,
- w przypadku erozji gleby, efektem jest obniżenie jej wartości, a czasem wręcz jej usunięcie i odsłonięcie skalistego podłoża.

## Rodzaje erozji w zależności od działającego czynnika

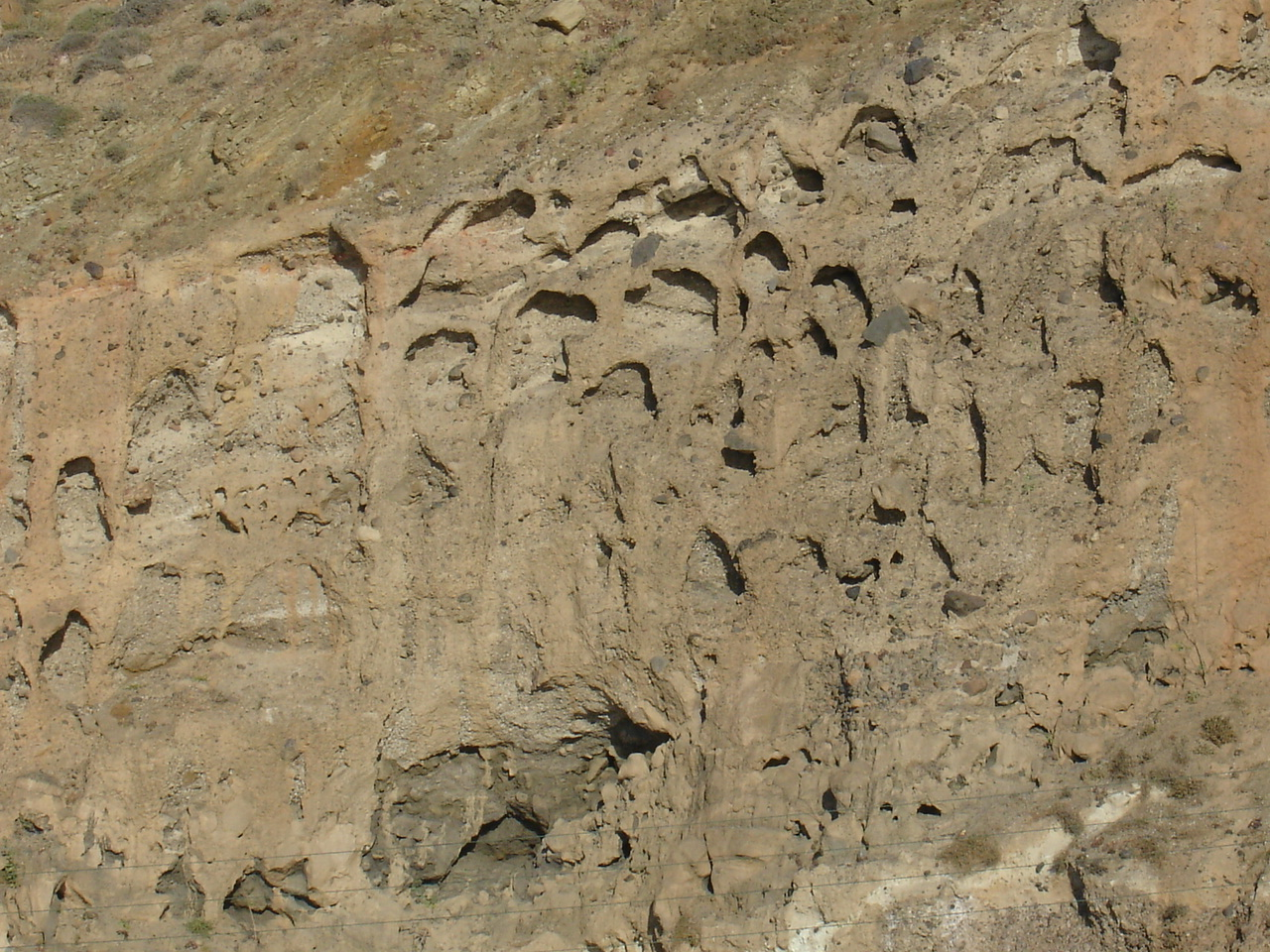
Erozja skał nadmorskich – widoczne nierównomierne zniszczenie skał wynikające ze zróżnicowanej twardości

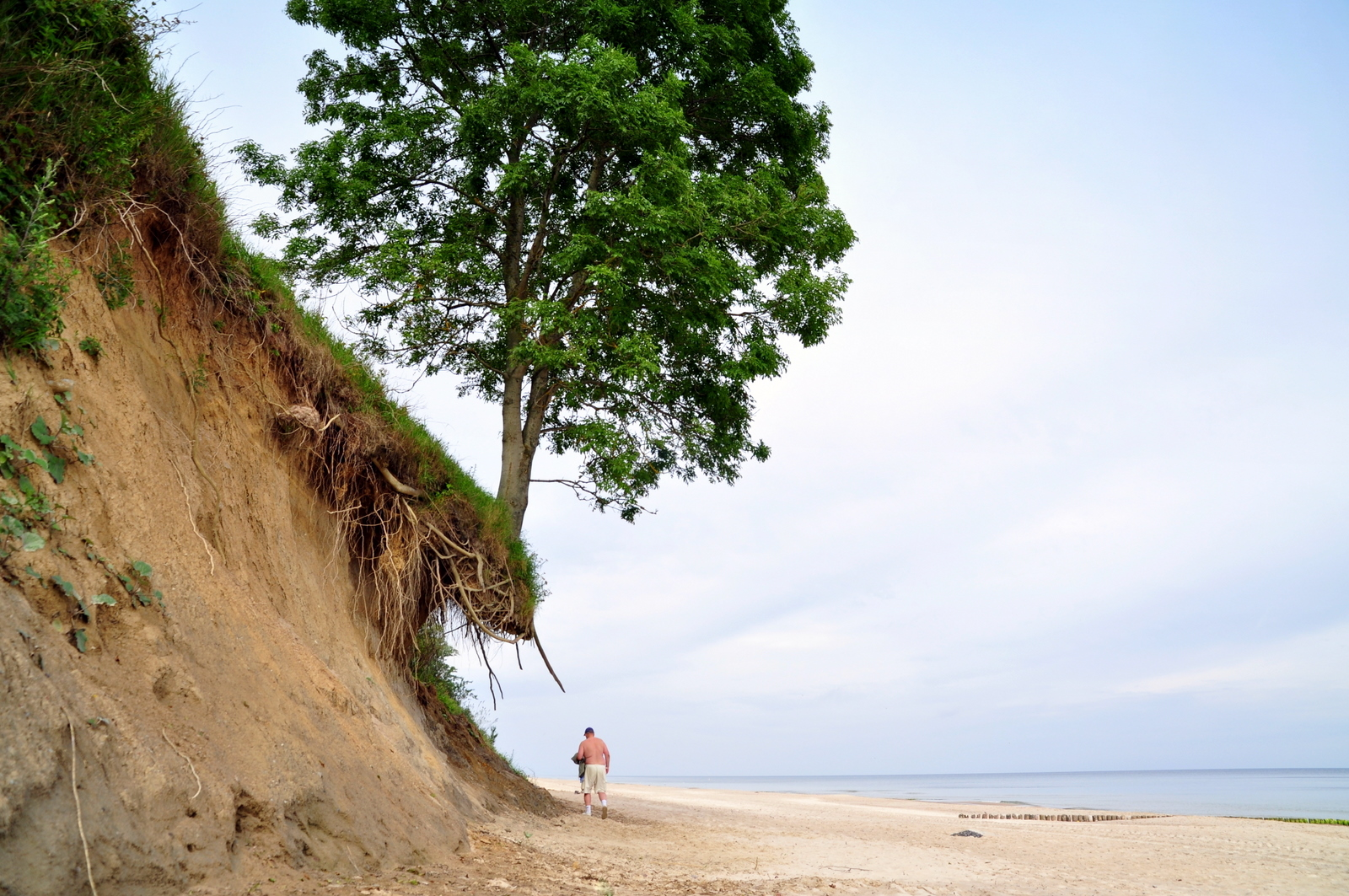
Erozja morska (Wybrzeże Słowińskie)

### erozja lodowcowa (glacjalna)
to żłobienie terenu przez płynący lodowiec, który:
- wygładza podłoże – detersja
- wyrywa duże odłamki skalne z podłoża – detrakcja
- zdziera całe podłoże – egzaracja.

### erozja wodna
- erozja deszczowa (ablacja deszczowa) – spłukiwanie luźnej, wierzchniej warstwy terenu (zwłaszcza cząstek gleby) przez wody deszczowe
- erozja rzeczna – przenoszenie cząstek przez prąd rzeki bądź falowanie wody:
  - W górnym biegu rzeki występują:
    - erozja wgłębna – polega na wcinaniu się rzeki w koryto rzeczne poprzez niszczenie go przez niesiony przez rzekę materiał skalny
Efekty: tworzenie się dolin głębokich i wąskich V-kształtnych
    - erozja wsteczna – cofanie się źródeł rzeki w kierunku działu wodnego (może doprowadzić do przejęcia początkowego odcinka innej rzeki tzw. kaptaż).
Efekty: łączenie się dwóch cieków w odcinkach źródliskowych (kaptaż), wyrównywanie się brzegów rzeki i „cofanie się” wodospadów, powstawanie kotłów eworsyjnych

  - W środkowym biegu rzeki:
    - erozja boczna – podmywanie brzegów rzeki, spowodowane nierównomiernym nurtem rzecznym
Efekty: meandry (zakola rzeczne), starorzecza (meandry odcięte od głównej rzeki wałem ziemi – groblą), łachy (wyspy rzeczne), niszczenie brzegów
    - erozja denna – żłobienie dna rzeki przez płynącą wodę i niesiony przez nią materiał.
Efekty: powstają terasy zalewowe

  - W dolnym biegu rzeki zwykle nad erozją przeważa akumulacja osadów niesionych przez rzekę
Efekty: powstawanie form ujść rzecznych: delt i estuariów.
- erozja morska (abrazja) – niszczenie brzegów przez falowanie i pływy (przypływy i odpływy)

Negatywne skutki:
1. rolnictwo:
  - zmniejszanie miąższości gleby
  - wymywanie składników pokarmowych
  - pogorszenie struktury gleby
  - straty powierzchni uprawnej (wąwozy, żłobiny itp.)
  - niszczenie roślin uprawnych
2. gospodarka wodna:
  - pogorszenie stosunków hydrologicznych
  - pogorszenie warunków eksploatacji urządzeń hydrotechnicznych
  - wzrost spływu powierzchniowego
  - spadek retencji
  - zmiany przepływów rzek
  - wzrost sedymentacji rzecznej (zagrożenie powodziowe)

### erozja eoliczna (wiatrowa)
to przenoszenie cząstek gleby i rozkruszonych skał przez wiatr (deflacja), szlifowanie skał przez niesione przez wiatr ziarna piasku (korazja) oraz deponowanie cząstek na powierzchni gleby (akumulacja) (wydmy).

### ruchy masowe

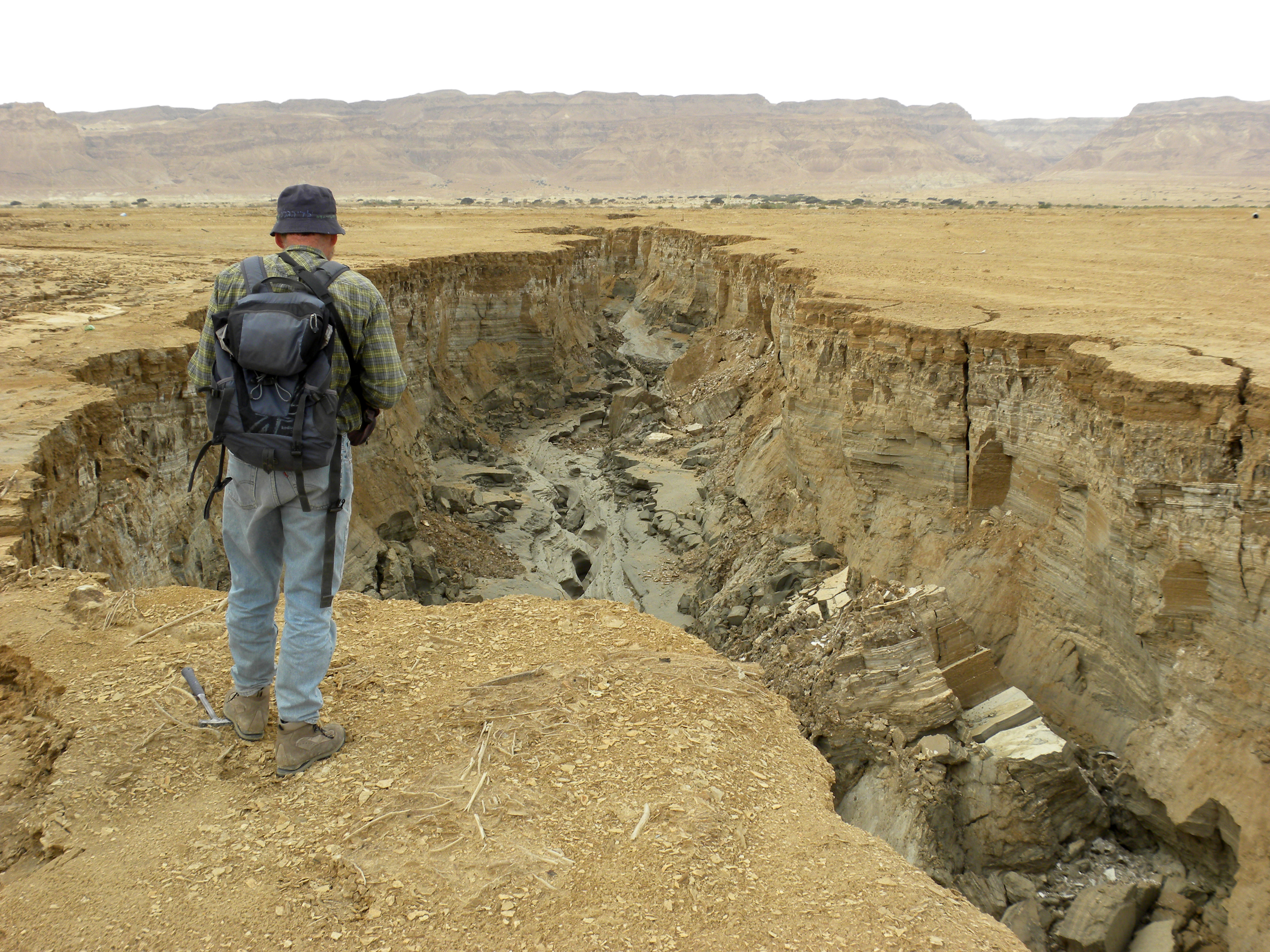

to zespół procesów, z których siłą sprawczą jest przyciąganie ziemskie. Wyróżnia się m.in.:
- Odpadanie – odrywanie się od litego podłoża i spadanie fragmentów zwietrzałej skały
- Obrywanie – obrywanie się mas skalnych bądź ziemnych z nawisów, przy czym oderwane elementy przemieszczają się drogą powietrzną.
- Osuwanie – na ogół szybkie przemieszczanie się w dół stoku mas glebowo-zwietrzelinowych. Osuwanie ma miejsce najczęściej na skutek nadmiernego uwilgotnienia lub zmian w rzeźbie terenu, powodujących zwiększenie nachylenia stoku, w wyniku czego traci on stateczność przyjmując różne płaszczyzny poślizgu.
- Spływy (soliflukcja) – spływanie nadmiernie uwilgotnionych mas glebowo-zwietrzelinowych po płaszczyźnie poślizgu utworzonej przez nierozmarzniętą jeszcze warstwę gruntu. Zachodzi najczęściej na utworach glebowych o dużej zawartości części ilastych i pyłowych, na stokach o wystawie północnej i spadkach powyżej 30%. Typową formą dla tego rodzaju erozji są jęzory soliflukcyjne.
- Pełzanie – mechanizm podobny do osuwania, jednak ruch mas ziemnych przebiega wolniej, miąższość przemieszczanej warstwy bywa znacznie większa.
- Osiadanie – powolne obniżanie się powierzchni terenu wskutek zmniejszenia objętości gruntu. Osiadanie często towarzyszy procesom sufozji.

## Rodzaje erozji w zależności od skutku
- powierzchniowa – zmywanie i rozmywanie wierzchnich warstw gleby przez wodę lub rozwiewanie przez wiatr,
- liniowa – rozcinanie gleby przez skoncentrowany spływ wody, prowadzący zazwyczaj do powstawania form żłobinowych, głębokich rozcięć typu wąwozowego,
- rozbryzgowa – odrywanie i odrzucanie cząstek ziemnych przez krople deszczu i gradu, połączone z ubijaniem i zamulaniem powierzchni gleby,
- uprawowa – trwałe przemieszczanie gleby ku dołowi stoków pod wpływem działania narzędzi i maszyn rolniczych.

## Czynniki wpływające na erozję
Czynniki przeciwdziałające erozji:
- Osłona i wiązanie powierzchni gruntu poprzez rosnącą na niej roślinność
- Zabezpieczanie powierzchni gruntu poprzez systemy korzeniowe (tereny zdegradowane)
- Osłona i wiązanie powierzchni gruntu poprzez natrysk sklejających mas celulozowych
- Właściwa uprawa (agrotechnika przeciwerozyjna)
- Właściwe melioracje wodne

Czynniki sprzyjające erozji:
- Wycinanie i wypalanie lasów (zwłaszcza wilgotnych lasów równikowych)
- Źle prowadzone osuszanie terenów
- Likwidacja miedz w procesie łączenia małych gospodarstw w duże farmy
- Usuwanie murków, żywopłotów, zakrzewień i zadrzewień śródpolnych
- Zbyt intensywny wypas zwierząt
- Zła lokalizacja dróg
- Uprawa stromych stoków i dolinek śródzboczowych
- Uprawa wzdłuż stoku

## Dokumenty
Europejska Karta Gleby wymienia erozję jako jeden z elementów przed którym należy chronić glebę.